# Ptychamalia nigricostata
Ptychamalia nigricostata là một loài bướm đêm trong họ Geometridae.